# Western Tigers FC
O Western Tigers Football Club é um clube de futebol sul-americano de Georgetown, na Guiana.
Foi fundado em 1976, tendo sido campeão nacional pela primeira vez em 1994. Atualmente, disputa a Elite League do Campeonato Guianense de Futebol, da qual foi vice-campeão nas temporadas 2019 e 2022-23.[carece de fontes?]